# Dora Sakayan
 (septembre 2018).
Dora Sakayan (en arménien classique : Դորա Սաքայեան Dora Sak'ayean et réformé : Դորա Սաքայան Dora Sak'ayan), née le 24 janvier 1931 à Thessalonique en Grèce, est une professeure d'études allemandes canadienne (à la retraite) de l'Université McGill, à Montréal. Spécialisée à l'origine comme germaniste, elle est aujourd'hui surtout connue pour son travail dans les différents domaines de la linguistique appliquée. Sakayan est reconnue également comme une pionnière de l'arménologie au Canada, et pour avoir introduit les deux branches de la langue arménienne: l'arménien occidental et l'arménien oriental, dans le monde anglophone.

## Jeunesse, éducation et carrière
Sakayan est née en 1931 à Thessalonique, en Grèce, de parents arméniens qui avaient échappé au génocide arménien. Elle a grandi dans un environnement multilingue, avec comme premières langues l'arménien occidental et le grec moderne, avant d'être  ensuite exposée à l'allemand, au français et au turc. Après son immigration en Arménie soviétique, elle a fait ses études en arménien oriental et en russe. Plus tard, elle a acquis la maîtrise de l'anglais et appris d'autres langues.
Sakayan a suivi son éducation élémentaire à l'école arménienne Gulabi Gulbenkian à Salonique. Elle a ensuite évolué à l'école locale allemande Deutsche Schule Saloniki. Elle a 11 ans lorsque sa famille s'installe à Vienne, en Autriche, où elle poursuit ses études secondaires au Gymansium pour filles dans le 7e Arrondissement de Vienne, la Oberschule für Mädchen, Wien VII.
En 1946, la famille Sakayan retourne en Arménie soviétique, où elle a termine ses études secondaires. En 1948, elle est admise à l'Institut Pédagogique des Langues Étrangères d'État d'Erevan où elle a obtient un diplôme en langues germaniques et en pédagogie en 1952. Elle est alors nommée en tant que professeur d'allemand à l'Institut Pédagogique des Langues Étrangères, où elle enseigne de 1952 à 1956. Par la suite, elle est invitée à enseigner dans le Département de langues romanes et de philologie germanique à l'Université d'État d'Erevan (UEE, 1956-1958).
Sakayan commence ses études supérieures en philologie germanique en 1958, à l'Université d'État de Moscou (LMSU) et termine en 1961. Durant les quatre années suivantes, elle partage son temps entre Moscou et Erevan afin de poursuivre ses tâches d'enseignement en philologie germanique à l'UEE et de terminer sa thèse de doctorat, tout en élevant ses deux jeunes enfants. Elle obtient son doctorat en philologie Germanique à l'université de Moscou en 1965.
En 1965, Sakayan devient cheffe du Département des langues étrangères de l'UEE, un poste qu'elle occupe pendant dix ans. Dans le même temps, elle  est Maître de conférences dans le Département de philologie romane-germanique de l'UEE.
Sakayan immigre au Canada en janvier 1975, et  commence à enseigner l'allemand dans deux universités : l'Université McGill dans le département d'études allemandes et l'Université de Montréal dans le département d'Études des langues anciennes et modernes. En 1977, on lui offre un poste à temps plein à l'université McGill et elle quitte l'Université de Montréal. En raison de sa forte cote en tant que professeur d'allemand à l'université McGill, en 1978, elle reçoit une nomination conjointe avec le Département d'études Russes et Slaves où elle enseigne pendant dix ans. Sakayan atteint au fil des années le rang de Professeur titulaire à l'Université McGill.
En 1981, Sakayan commence son travail de pionnier dans les Études arméniennes à l'université McGill. Au Centre d'Éducation Permanente, elle fonde et dirigé un programme de cours d'arménien crédités, ancré dans le Département d'Études Russes et Slaves. Elle édite et prépare la publication d'un certain nombre de manuscrits arménologiques d'intérêt linguistique, littéraire et historique,,, traduit plusieurs livres et articles de l'arménien vers d'autres langues et vice-versa,,, et fait des tournée du livre. Elle est devenue une participante régulière aux conférences et congrès de l'arménologie à l'international, et elle organise aussi  des conférences d'arménologie au Canada et en Arménie.  S'étant donné pour mission de faire découvrir la langue et la culture arméniennes aux   non-Arméniens, elle créé la série "Études arméniennes pour le Monde anglophone" et publie un certain nombre d'ouvrages et articles académiques sous cette rubrique. Afin de promouvoir la publication de ses livres d'arménologie,  elle fonde en 1997 une petite presse sous le nom de AROD Livres à Montréal.
Après 25 ans de service à l'Université McGill, Sakayan quitte le Département d'Études allemandes en 2000 pour se consacrer entièrement aux Études arméniennes. Elle renouvelle ses liens avec l'université d'État d'Erevan, où elle passe quelques mois chaque année, en participant à des projets universitaires, l'organisation  de conférences internationales de linguistique, la publication de ses livres à la presse de l'UEE et l'organisation de lancements de livres à l'UEE et ailleurs en Arménie. Parmi ses nombreuses activités dans son pays natal, elle est le superviseur et participant à un cours de projet  de traduction en cours qu'elle mène avec l'un de ses anciens élèves, Evelina Makaryan, une chercheuse à l'Institut d'Études arméniennes à l'UEE.

## Travaux

### L'acquisition d'une langue étrangère
L'intérêt académique de Sakayan dans l'apprentissage des langues étrangères est évident non seulement dans les titres de ses articles publiés, mais également dans la liste des manuels scolaires, manuels d'instruction et guides méthodologiques pour l'enseignement de l'allemand et de l'arménien en tant que langues étrangères,, dont elle est  auteure ou co-auteure. Certains de ces projets démontrent les avantages de l'application des dernières tendances de la linguistique pour le développement pédagogique. De 1960 à 1970, alors qu'elle occupe la tête du Département des Langues Etrangères de l'Université d'État d'Erevan (UEE) en Arménie Soviétique, Sakayan est auteur et co-auteur de plusieurs manuels scolaires, des manuels et des guides méthodologiques pour l'enseignement de l'allemand  dans les lycées et  universités arméniens,,,,. Toutefois, conformément aux règles de censure soviétique qui privent les expatriés du droit d'auteur, la production de tous les livres portant son nom a dû être interrompu après son départ pour le Canada en 1975.

### Le Génocide arménien
Sakayan est également beaucoup contribué à l'étude du Génocide arménien. En 1993, elle a retrouvé le journal de son grand-père maternel, le Docteur Garabed Hatcherian, et depuis, se consacre à sa publication et sa diffusion. Le journal est une chronique de la catastrophe de Smyrne en 1922, qui décrit la façon dont l'ancien port de la ville, en Asie Mineure, a été détruite par un gigantesque incendie au cours duquel l'ensemble de la population chrétienne avait été soit massacrée ou forcés de fuir. Le journal est aussi un compte rendu détaillé de la peine endurée par le Dr Hatcherian et sa famille de huit en septembre 1922. Jusqu'à présent, le journal est apparu en neuf langues, dont trois ont été traduits par Sakayan elle-même, qui est aussi la directrice de rédaction de toutes les autres éditions. Tous les volumes comprennent une biographie détaillée de l'auteure, une analyse littéraire de la revue dans une introduction, 52 annotations de nature historique et culturelle, une conclusion et une bibliographie. Le minutieux travail éditorial a fait du livre An Armenian Doctor in Turkey, un livre ayant reçu un accueil très favorable à l'international,,,,. Sakayan est également la rédactrice en chef d'un important livre sur le génocide arménien : la nouvelle édition de Theodik (Theodoros Lapchindjian), Mémorial au 11 avril (en arménien: Յուշարձան ապրիլ 11-ի - Hushartsan Abril 11-i), qui a été créée avec l'aide du journaliste de renom et des droits de l'homme et militant de l'éditeur Ragip Zarakolu (Istanbul: Belge des Éditeurs) et est sorti en 2010.

### Traductions
Dès le début de sa carrière, sa maîtrise des langues l'a dirigé vers la traduction et l'interprétariat, et certaines de ses traductions ont été publiées dès ses plus jeunes années,,. Sakayan a traduit des textes de genres et de longueurs différentes, des livres, des mini-textes, poèmes, romans ainsi que des proverbes.

## Prix et distinctions
- 2012 : Docteur honoris causa de l'Université d'État d'Erevan pour ses « activités publiques patriotiques et ses réalisation dans les études arméniennes »[29].
- 2011 : Médaille d'or de la République d'Arménie du Ministère des sciences et de l'éducation pour ses « contributions exceptionnelles à la science et l'éducation »[30].
- 2011 : Certificat de distinction par le Ministère de la diaspora de la République d'Arménie[31].
- 2005 : Médaille de Saint Sahak/Saint-Mesrop remis par le Saint-Siège d'Etchmiadzin pour ses recherches[32].
- 2001 : Ordre du Mérite de la République fédérale d'Allemagne pour les 50 ans de sa contribution à la langue et culture allemande[33].